# Eduardo Correia Resende
Eduardo Correia (nascido em 21 de fevereiro de 1961 em Travanca) é um ciclista e dirigente de equipa ciclista português. Corredor profissional de 1984 a 1993, tem conseguido sobretudo a Volta ao Algarve de 1985. Tem resultado depois dirigente de equipa ciclista até 2005, nas fileiras das equipas Recer-Boavista (1995-1999) e LA Alumínios (2000-2005).

## Palmarés
O ciclista possui os seguintes resultados:
- 1981
  - 13.º etapa da Volta a Portugal

- 1982
  - 2.º do Grande Prémio Internacional de Torres Vedras

- 1983
  - 3.º da Volta ao Algarve

- 1984
  - Grande Prémio Jornal de Notícias
  - 2.º da Volta ao Alentejo

- 1985
  - Prémio Papeis Vouga
  - 8.º etapa da Volta ao Algarve
  - Volta ao Algarve
  - 2.º da Volta a Portugal

- 1986
  - GP do Sul

- 1987
  - 3.º do Grande Prémio Jornal de Notícias

- 1990
  - 2.º de Porto Lisboa
  - 3.º do Grande Prémio Jornal de Notícias
  - 3.º da Volta ao Alentejo

- 1991
  - 3.º da Volta ao Alentejo

## Resultados na as grandes voltas

### Tour de France
- 1984 : 118.º